# Kościół Matki Boskiej Nieustającej Pomocy i Chrystusa Króla w Zagrodnie
Kościół Matki Boskiej Nieustającej Pomocy i Chrystusa Króla – rzymskokatolicki kościół parafialny należący do parafii pod tym samym wezwaniem (dekanat Złotoryja diecezji legnickiej).

## Historia
Pierwszy kościół, który zbudowano w Zagrodnie, jednej z najdłuższych wsi łańcuchowych na Dolnym Śląsku, rozciągającej się malowniczo nad potokiem Skora – miał gotycki rodowód. Najstarsze wzmianki na jego temat datowane są na 1318 rok. Niestety budowlę spotkał tragiczny koniec, została bowiem ograbiona i spalona w czasie wojny trzydziestoletniej. W 18. stuleciu mieszkańcy wsi doczekali się godnej rekompensaty, ponieważ nowa świątynia została zaprojektowana przez jednego z najwybitniejszych architektów klasycyzmu – Carla Gottharta Langhansa, autora m.in. słynnej Bramy Brandenburskiej w Berlinie. Projekt kościoła w Zagrodnie zrealizował w latach 1789–1792 budowniczy Mochrenberg z Legnicy. Budynek został odrestaurowany w drugiej połowie XIX wieku. Z kolei w 1976 roku przeprowadzono w nim remont. 

## Architektura
Kościół reprezentuje styl klasycystyczny i został zbudowany na planie zbliżonym do krzyża greckiego. Posiada salową nawę oraz dwie kondygnacje empor uformowanych w owal z podkowiastym prezbiterium, w empory są wbudowane ołtarz oraz ambona. Na osi fasady jest umieszczona wieża na planie kwadratu z wklęsłymi bokami o ściętych narożnikach, z otwartym prześwitem w ostatniej kondygnacji, zwieńcza ją dach hełmowy. Dach na korpusie jest łamany, wielopołaciowy, narożniki wieży i korpusu są zaakcentowane podwójnymi lizenami, okna są zamknięte półkoliście w opaskach.

## Wyposażenie
W świątyni znajduje się marmurowa kropielnica z ornamentami w antycznym stylu. W kruchcie pod wieżą można podziwiać kamienną renesansową chrzcielnicę z 1522 roku, która zachowała się z poprzedniego kościoła. Trzon chrzcielnicy pokrywa dekoracyjna inspiracja, nad nią wiszą serca dzwonów, które także przetrwały z pierwszej świątyni.
Przed 2000 rokiem na wieży zawieszono trzy nowe dzwony, odlane w Ludwisarni Felczyńskich w Taciszowie. Noszą imiona: Chrystus Król” (ważący 1200 kg), „Maryja” (600 kg), oraz ostatni, mający za patronów Jana Pawła II, św. Barbarę i św. Jadwigę Śląską” o wadzę 350 kg. Poprzedni zestaw dzwonów został zabrany w czasie wojny i przetopiony na armaty. 2 czerwca 1997 roku dzwony witały papieża Jana Pawła II na legnickim lotnisku.

## Organy
Organy pochodzą z XVIII-wieku. W 1819 roku zostały powiększone z 12 do 30 głosów przez Samuela Gottfrieda Meinerta. W 1860 miał miejsce remont i przebudowa wykonana przez Christiana Gottlieba i Johanna Carla Schlagów ze Świdnicy. Organy otrzymały dwa manuały i 44 głosy. Podczas remontu w latach 80. XX stulecia dyspozycję zredukowano do 30 głosów. W 2016 roku dodano 6 głosów w manuale III. 
Dyspozycja instrumentu:
| Manuał I            | Manuał II        | Manuał III            | Pedał                |
| ------------------- | ---------------- | --------------------- | -------------------- |
| 1. Principal 8'     | 1. Principal 8'  | 1. Geigenprincipal 8' | 1. Principalbass 16' |
| 2. Principal 16'    | 2. Bordun 16'    | 2. Quintatön 8'       | 2. Violonbass 16'    |
| 3. Gemshorn 8'      | 3. Gamba 8'      | 3. Traversflöte 4'    | 3. Subbass 16'       |
| 4. Violflöte 8'     | 4. Octave 4'     | 4. Octave 4'          | 4. Octavbass 8'      |
| 5. Hohlflöte 8'     | 5. Gedackt 8'    | 5. Octave 2'          | 5. Quintbass 10 2/3' |
| 6. Octave 4'        | 6. Flaute 4'     | 6. Quinte 1 1/3'      | 6. Violon 8'         |
| 7. Hohlflöte 4'     | 7. Quinte 2 2/3' |                       | 7. Posaune 16'       |
| 8. Portunalflöte 4' | 8. Piccolo 2'    |                       | 8. Octavbass 4'      |
| 9. Cornett          | 9. Salicet 8'    |                       | 9. Flautbass 8'      |
| 10. Quinte 2 2/3'   |                  |                       |                      |
| 11. Octave 2'       |                  |                       |                      |
| 12. Mixtur          |                  |                       |                      |